# さくらまや
さくら まや（1998年7月26日 - ）は、日本の演歌歌手。
北海道帯広市出身、茨城県取手市在住。日本大学法学部政治経済学科卒業。所属事務所はシンエイVを経てさくらまやプロダクション、所属レコード会社は日本クラウン。10歳で「史上最年少の演歌歌手」としてデビューした。

## 略歴
北海道帯広市の老舗割烹料理店「割烹 草乃（そうの）」に2人姉妹の次女として生まれる。ヴァイオリニストにしたいという両親の意向から、2歳半からヴァイオリン、3歳からピアノ・ソルフェージュ・童謡、8歳からハープ・琴など英才教育（他にもバレエ、日本舞踊（藤間流）など）を受けていた。2004年には全国童謡歌唱コンクールグランプリ大会で金賞を受賞。
5歳のときにある立食パーティにてゲスト歌手が歌う演歌の伴奏を聴いた瞬間に「おぉ、カッコいい!」と感じて、演歌を習いたいと自ら両親に懇願し、6歳のときに安藤和憲歌謡学院にて演歌を習いはじめると様々な大会で賞を獲得するようになる。
2008年12月3日、日本クラウンから「史上最年少の演歌歌手」という触れ込みで「大漁まつり」でデビュー。3日後の12月6日には浅草花やしきでデビューイベントを開催、12月31日には格闘技興行「Dynamite!! 〜勇気のチカラ2008〜」で国歌独唱を行った。
2009年に入ると帯広市立東小学校から台東区立千束小学校へ転校し、東京のマンションで母と二人暮らしをしながら、歌手活動を本格化。デビュー曲「大漁まつり」のキャンペーンのため夏休みを返上して全国ツアーを行った。2010年にはさらに大規模な全国ツアーを行うことを宣言した。バラエティ番組のほか、時代劇テレビドラマ『水戸黄門』(TBS) にも出演するなど、子役としても活動する。
2009年12月2日、第51回日本レコード大賞新人賞を受賞。第42回日本有線大賞新人賞も受賞し、両賞ともに史上最年少での受賞となった。『第60回NHK紅白歌合戦』の企画コーナー「子供紅白歌合戦」に紅組歌手としてゲスト出演、デビュー曲「大漁まつり」を熱唱した。
2010年4月放送のフジテレビ開局50周年記念ドラマ『わが家の歴史』に出演し、10歳の美空ひばり役を演じた。2010年（平成22年）8月、帯広市観光大使に選ばれた。
2010年11月21日、第52回日本レコード大賞日本作曲家協会奨励賞を受賞した。受賞年齢12歳の最年少受賞となった。
2012年12月、カバーアルバム『まや☆カラ カラオケクイーンさくらまやと歌おう!!』をデビュー5周年記念第1弾としてリリース。
2013年7月、エステー「消臭力」のCMに出演し、同い年のミゲルとともに歌手ユニットMarMee（ミゲル&まや）を結成。8月7日にシングル「お気軽ウッキーラッキー」でユニバーサルミュージックよりCDデビュー。12月18日にはデビューアルバム『MarMee』をリリース、収録曲「獏の夢」では初の作詞を手がけた。
2014年4月には東京都内の都立高校へ推薦で進学。中高一貫の進学校で、大学進学も目指して芸能活動と学業を両立。高校進学後の2014年10月には、デビュー曲以来の本格演歌で初の恋歌となる「浜の恋女房」を発売。
2015年8月には『赤毛のアン』でアンの親友ダイアナ・バリー役としてミュージカルに初挑戦。同年春に開催されたオーディションにて同役の該当者が無く、主催者であるエステーのCMに出演していることで白羽の矢が立った。高校3年生となった2016年夏も受験勉強のかたわらで2年連続で同作品の舞台に立ち、大学進学後も2017年夏・2018年夏・2019年夏と5年連続で同作品に出演を続けた。
芸能活動により欠席が多かったことで単位を取得できず、高校卒業を断念して、2016年11月に高等学校卒業程度認定試験を受験して合格。政治経済分野に関心があったことから、翌年の2017年春に一般入試で日本大学法学部政治経済学科に合格し、同大学へ進学。在学中は芸能活動と学業を両立し、国家試験の受験も目指していた。
デビュー10周年となる2018年には、デビュー10周年記念曲「かもめ橋から」を20歳の誕生日を翌日に控えた7月25日にリリースした。
新型コロナウイルスの感染拡大による社会情勢の変化に伴い、デビュー以来10年以上にわたって所属したシンエイVとの専属契約を2020年7月18日までに終了し、同社を退社した。9月1日に、新たに個人事務所「さくらまやプロダクション」を設立して活動を開始すると発表した。
その後、TBSのバラエティ『歌ネタゴングSHOW 爆笑!ターンテーブル』に出演した際、歌手活動や自宅のローン返済の苦境を歌詞に込めた「不安げ（LiSA「紅蓮華」の替え歌）」の歌唱がSNSのトレンド入りを果たし、ニュースサイトに記事が掲載されるなど反響をよんだ。これをきっかけにTwitterを急遽開設し「自虐の甲斐がありました」とコメントしている。
2021年3月、日本大学を卒業。2024年4月に日本大学大学院総合社会情報研究科（通信制）に進学。専攻は「博士課程前期 人間科学専攻 教育学コース」。
2022年9月、取手市PR大使に就任した。

## 人物・エピソード
- 小学校入学前にアマチュア演歌歌手のステージを生で見て、クラシック音楽とは違うノリと衣装に「ビビッと来て」から演歌の道を志すようになった[37]。歌のコンテストでは「全国童謡歌唱コンクール」「キングレコード歌謡選手権大会」「国際ホラフキ大会」「帯広市民芸術の集い」「美唄カラオケ選手権大会」「全道勝ち抜き戦苫小牧大会」「弘前りんご追分コンクール」などに出場、何度も上位入賞を果たしていた[38]。
- 憧れの歌手は美空ひばり、北島三郎。好きな歌は美空ひばりの「リンゴ追分」や北島三郎の「まつり」など[39]。夢は『紅白歌合戦』に出場し「ひいおばあちゃん見てますか?」と手を振ること[注 2]。デビューシングルの作曲を務めた岡千秋はさくらを「美空ひばりの再来」と評した[39]。
- 趣味は読書[37]。絵画も得意で、2004年には日本ユネスコ協会連盟主催の絵画賞の受賞歴もある。18歳のときからパチンコが好きで『海物語』などを打っていた[40][41]。
- 好きな食べ物は餃子・スッポン料理・落雁・干菓子である[38]。
- ダンスが苦手であり、2013年より出演したエステー「消臭力」のCMではさくらの踊りのミスが原因で撮影が早朝から夜9時ごろまで及んだという[10]。4年連続で出演を続けるTOURSミュージカル『赤毛のアン』でも「本当にダンスが苦手で、毎年皆さんに何かしらの迷惑をかけてきていたので、今年こそは完璧に踊って恩返しをしようと思って、今頑張っています」と語っている[43]。

## 作品

### シングル
1. 大漁まつり（2008年12月3日発売、作詞：水木れいじ、作曲：岡千秋） - 83位
  1. 大漁まつり
  2. ねんころ子守唄
  3. 大漁まつり（オリジナルカラオケ）
  4. ねんころ子守唄（オリジナルカラオケ）
  5. 大漁まつり（一般用カラオケ、音階キーを変更したもの）
2. ノラ猫三度笠（2010年3月3日） - 88位
  1. ノラ猫三度笠
  2. 日本全国元気節
  3. ノラ猫三度笠（オリジナルカラオケ）
  4. 日本全国元気節（オリジナルカラオケ）
3. アンパンマンのマーチ〜演歌バージョン〜（2010年8月25日）
  1. アンパンマンのマーチ〜演歌バージョン〜
  2. たねまきマギー
  3. アンパンマンのマーチ〜演歌バージョン〜（オリジナルカラオケ）
  4. たねまきマギー（オリジナルカラオケ）
4. スカイツリーは雲の上（2010年12月8日） - 185位
  1. スカイツリーは雲の上
  2. こんなきれいな月の夜（よ）は
  3. スカイツリーは雲の上（オリジナルカラオケ）
  4. こんなきれいな月の夜（よ）は（オリジナルカラオケ）
5. 私からあなたへ（2011年9月7日） - 111位
  1. 私からあなたへ
  2. ふるさとは茜色
  3. 私からあなたへ（オリジナルカラオケ）
  4. ふるさとは茜色（オリジナルカラオケ）
6. お気軽ウッキーラッキー（2013年8月07日） - MarMee(ミゲル&まや)名義 - 75位
  1. お気軽ウッキーラッキー
  2. Never Give Up!
  3. Jump Into The World
  4. お気軽ウッキーラッキー(カラオケ)
  5. Never Give Up!(カラオケ)
  6. Jump Into The World (カラオケ)
  7. お気軽ウッキーラッキー(CMヴァージョン)
7. 浜の恋女房（2014年10月8日） - 110位
  1. 浜の恋女房
  2. ええじゃないか
  3. 浜の恋女房（オリジナルカラオケ）
  4. ええじゃないか（オリジナルカラオケ）
8. かもめ橋から（2018年7月25日） - 118位
  1. かもめ橋から
  2. 恋紅椿
  3. かもめ橋から（オリジナル・カラオケ）
  4. 恋紅椿（オリジナル・カラオケ）

### シングル（配信限定）
1. 奇跡はここにある（2013年11月6日発売、作詞・作曲：AK）
NHKBSプレミアム『ぐるっと食の旅 キッチンがゆく』 テーマ曲

### フルアルバム
1. MarMee（2013年12月18日） - MarMee(ミゲル&さくらまや)名義 - 80位
  1. Bite The Bullet (作詞・作曲・編曲: 平井和音)
  2. La La La~未来へ~ (作詞・作曲・編曲: 宮井英俊)
  3. 獏の夢 (作詞: さくらまや 作曲・編曲: 中條美沙)
  4. I Just Sing For You~卒業~ (作詞・作曲: 絵垣ジョーキ 編曲: 中條美沙)
  5. お気軽ウッキーラッキー (作詞: 鹿毛康司 作曲・編曲: 中條美沙)
  6. Never Give Up!(アルバム・ヴァージョン) (作詞: fu-co 作曲・編曲: 平井和音)
  7. Jump Into The World(アルバム・ヴァージョン) (作詞: fu-co 作曲・編曲: 門脇大輔< GRAPLE JAM >)
  8. お気軽ウッキーラッキー(アンプラグド・ヴァージョン) (作詞: 鹿毛康司 作曲: 中條美沙 編曲: 小笠原 肇)
  9. チカラにかえて(アンプラグド・ヴァージョン) (作詞: 鹿毛康司、西嶋真紀 作曲: 福井洋介 編曲: 小笠原 肇)
  10. 消臭力のうた (作詞: 鹿毛康司、西嶋真紀、福井洋介 作曲: 福井洋介) / ミゲル

### ミニアルバム
1. まやのクリスマス・ソング（2009年11月4日）
  1. ママがサンタにキッスした
  2. サンタが町にやってくる
  3. 赤鼻のトナカイ
  4. ウィンター・ワンダーランド
  5. すてきなホリディ
  6. きよしこの夜（賛美歌109番）
  7. 魔法のシチュー
  8. ママがサンタにキッスした（オリジナルカラオケ）

### カバーアルバム
1. まや☆カラ カラオケクイーンさくらまやと歌おう!!（2012年12月5日）
  1. 蕾
  2. ありがとう
  3. 桜坂
  4. 残酷な天使のテーゼ
  5. やさしいキスをして
  6. secret base 〜君がくれたもの〜
  7. また君に恋してる
  8. 三日月
  9. 涙そうそう
  10. 赤いスイートピー
  11. LOVE LOVE LOVE
  12. 魂のルフラン
  13. 夏祭り
  14. 大漁まつり

## 出演

### 音楽番組
- 舞子とまやの微笑み歌謡曲（2009年3月からレギュラー出演、テレ玉）

### テレビドラマ
- 水戸黄門第40部第15話「届け歌声響け、から桶・高山」（2009年11月16日、TBS） - 千尋 役
- わが家の歴史 第1夜 （2010年4月9日、フジテレビ） - 美空ひばり 役

### スポット番組
- NHK高松放送局地上デジタル放送推進スポット番組 地デジぷりぷり（2010年春 - 、小西金太郎と共演）

### 映画
- 劇場版 怪談レストラン（2010年8月21日公開）天野マイ / おきくちゃん 役

### 劇場版アニメ
- はしれ!わくわくアンパンマングランプリ（2010年7月10日公開、同時上映は『それいけ!アンパンマン ブラックノーズと魔法の歌』） - マギー 役
  - 同年7月1日、アンパンマンのマーチ演歌バージョンが着うたデイリーランキング1位となる。

### CM
- HBC 企業CM（2009年1月 - 、マスコットキャラクターのもんすけと共演）
- タカラトミー「親子のたいやきくん」（2009年4月 - ）
- 2009(平成21年)ながさきみなとまつり（ローカルCM）
- 赤城乳業「でっかい カワイイ デッカルチェ」（2010年3月 - 、林家たい平と共演）
- 兵庫県信用農業協同組合連合会（JAバンク兵庫） 秋のわくわくキャンペーン（2010年9月 - ）
- 金冠堂 キンカン（2011年4月 - 、グッチ裕三と共演）
- エステー
  - 消臭力
    - 「ラッキー篇」（2013年7月 - 、ミゲルと共演）
    - 「地下鉄篇」（2013年11月 - 、なだぎ武と共演）
    - 「LaLaLa〜未来へ〜篇」（2014年(平成26年)7月 - 、西川貴教、ミゲルと共演）

  - 米唐番
    - 「日本の文化を守るガールズ篇」（2015年7月 - ）[44]
- 吉野家 ロース豚丼 十勝仕立て 特別動画（2014年10月）[45][46]

### 舞台
- TOURSミュージカル 赤毛のアン - ダイアナ・バリー 役
  - （2015年8月16日 - 27日、新宿文化センター ほか）[23]
  - （2016年8月、札幌市教育文化会館 ほか）[25][47]
  - （2017年8月13日 - 24日、新宿文化センター ほか）[27]
  - （2018年8月15日 - 31日、メルパルク東京 ほか）[28][43]
  - （2019年8月17日-29日、メルパルク東京 ほか）[29]
  - （2020年8月16日 - 28日、メルパルク東京 ほか）[注 3]
- 五木ひろし特別公演（2016年5月21日 - 29日、大阪新歌舞伎座） - 日替わりゲスト[49]

## 書籍
- 月刊カラオケ・オンガク2009年3月号（ブティック社）表紙および巻頭インタビュー (p1 - p9)

## 受賞
- 第51回日本レコード大賞 新人賞（「大漁まつり」）
- 第42回日本有線大賞 新人賞（「大漁まつり」）
- 第52回日本レコード大賞 日本作曲家協会奨励賞